# Chapada do Araripe

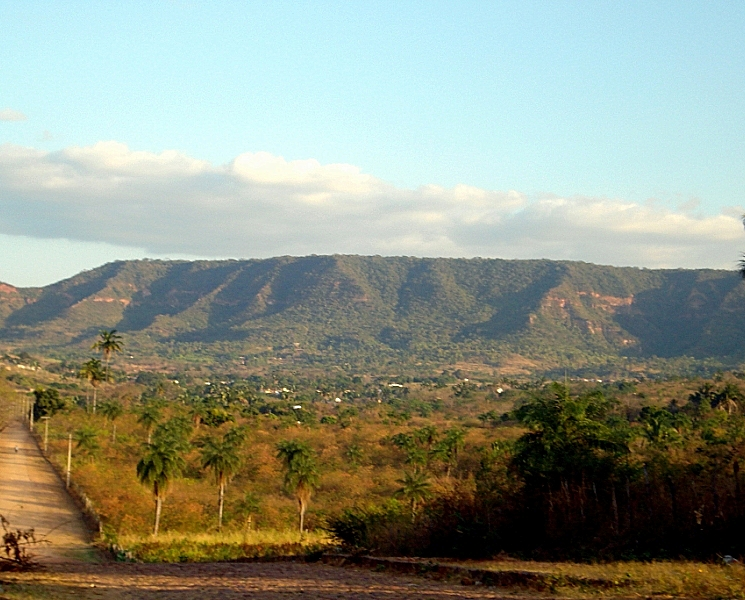
Chapada do Araripe

La Chapada do Araripe, nota anche come Serra do Araripe, è un altopiano nel nord-est del Brasile. Segna il confine tra Ceará e Pernambuco e fa da spartiacque tra i fiumi Jaguaribe del Ceará e São Francisco del Pernambuco. La Formazione Santana, giacimento fossilifero ricco di fossili  del Cretaceo, sorge alla base della chapada.
Nel 2006, l'area della Chapada do Araripe è stata riconosciuta come geoparco tutelato dall'UNESCO, per proteggerne la biodiversità e la geodiversità.